# Davide Facchin
Davide Facchin, född 29 april 1987 i San Donà di Piave, Venedig, Italien, är en italiensk fotbollsmålvakt som för närvarande spelar för AC Pavia.
Facchin fick spela sin första Serie A-match för AC Milan mot Messina 25 november 2006 p.g.a. att förstemålvakten Dida var skadad. Facchin behöll sin plats som lagets tredjemålvakt tills 17 januari 2007, då Milan värvade Marco Storari och Dida återhämtade sig.